# Genera Plantarum Umbelliferarum
Genera Plantarum Umbelliferarum (abreviado Gen. Pl. Umbell.) es un libro con descripciones botánicas que fue escrito por el botánico alemán-ruso Georg Franz Hoffmann y publicado en Moscú en el año 1814 con el nombre de Genera Plantarum Umbelliferarum Eorumque Characteres Naturales Secundum Numerum, Figuram, Situm et Proportionem Omnium Fructificationis Partium. Accedunt Icones et Analyses Aeri Incisae.